# Пфицер, Эрнст
Эрнст Пфицер (нем. Ernst Hugo Heinrich Pfitzer, 1846—1906) — немецкий ботаник; с 1872 года — профессор ботаники и директор ботанического сада в Гейдельберге. Автор нескольких известных работ, в первую очередь по диатомовым водорослям, а также по систематике орхидей.
Известно о переписке Пфицера с Чарлзом Дарвином.
В честь Эрнста Пфицера назван род перуанских орхидей Pfitzeria Senghas (1998).